# 布賴特巴赫河
50°47′14″N 6°56′32″E / 50.787271°N 6.942111°E
布賴特巴赫河（德語：Breitbach），是德國的河流，位於該國西部，流經北萊茵-威斯特法倫州，屬於米倫巴赫河的左支流，河道全長2.5公里，流域面積2.6平方公里。